# 장재공원
장재공원(장재長在公園, Janae Park)은 대한민국 경상남도 진주시에 있는 공원이다.

## 개요
장재공원은 경상남도 진주시 장재동에 위치한 공원으로, 초전공원 민간특례사업을 통해 조성되었다. 이 공원은 지역 주민들에게 여가와 운동을 즐길 수 있는 공간을 제공하며, 다양한 편의시설이 마련되어 있다.

## 특징
초전공원 민간특례사업으로 조성됨
	•	기존의 공원 조성 방식과 달리 민간특례사업을 통해 개발되었으며, 이를 통해 효율적인 공원 운영 및 유지 관리가 가능하도록 설계되었다.
	•	공원이 조성되면서 주변 지역의 생활 환경 개선에도 긍정적인 영향을 미쳤다는 평가를 받고 있다.

## 운동시설 및 주민편의시설
•	공원 내에는 운동시설이 설치되어 있어 주민들이 자유롭게 이용할 수 있다.
	•	산책로, 체육 시설 등 건강을 위한 공간이 마련되어 있으며, 남녀노소 누구나 이용 가능하다.
	•	운동뿐만 아니라 휴식을 취할 수 있는 공간도 함께 조성되어 있어 지역민들의 쉼터 역할을 하고 있다.

## 지역주민 위한 커뮤니티시설
•	공원은 단순한 녹지 공간을 넘어, 주민들이 함께 소통하고 교류할 수 있는 커뮤니티 공간으로도 활용된다.
	•	공원 내에서 각종 행사나 활동이 이루어질 가능성이 있으며, 지역사회의 결속력을 강화하는 데에도 기여할 것으로 기대된다.

## 주거
- 더샵진주피에르테
- 초전푸르지오
- 초전이지더원
- 초전힐스테이트

## 초등학교 학군
- 선학초등학교
- 초전초등학교
- 장재초등학교

## 중학교 학군
- 진주중앙중학교
- 진주동명중학교

## 고등학교 학군
- 진주동명고등학교
- 진주중앙고등학교
- 명신고등학교